# Мішарі Рашид Аль-Афасі
Міша́рі (ібн/бін) Ра́шид аль-Афа́сі (араб. مِشَارِي بِن رَاشِد الْعَفَاسِي; ім'я при народженні: Міша́рі ібн Ра́шид ібн Муха́ммад ібн Гарі́б ібн Раши́д аль-Афа́сі аль-Мута́йрі, араб. الْمُطَيْرِي مِشَارِي إِبْن رَاشِد إبْن غَرِيب إِبْن مُحَمَّد إِبْن رَشِيد الْعَفَاسِي; нар. 5 вересня 1976, Ель-Кувейт, Кувейт) — кувейтський читець Корану, виконавець нашидов, імам і муедзін мечеті аль-Кабір в Ель-Кувейті з 1999 року.

## Біографія
Народився 5 вересня 1976 року в Ель-Кувейті. З 1992 по 1994 вивчив напам'ять Коран. Навчався на факультеті Священного Корану та ісламських наук Ісламського університету Медини. Там навчався читання Корану та його тлумачення. Отримав дозвіл (іджазу) на передачу своїх знань за всіма 10 кіраатами Корану від шейха Ахмеда Абдул-Азіза аз-Заяту, шейха Ібрахіма Алі аш-Шахата Саманоді та шейха Абдурарі Радвана. З 2003 року виконує ісламські пісні (нашиди).
У 2008 році був удостоєний премії Арабської творчої спілки (Єгипет).
З 8 жовтня 2009 року веде свій YouTube-канал «Alafasy» (@alafasy).
У 2012 році заспівав дуетом з молодшою дочкою глави Чечні Рамзана Кадирова Хутмат. Після приїзду Мішарі аль-Афасі до Чеченської республіки російські салафіти взяли фетву саудівського шейха Абдуль-Хаміда аль-Джухані, який звинувачував його в нововведеннях (біда) і заборонив слухати його нашиди.
На даний момент є імамом та проповідником у мечеті аль-Кабір у Кувейті. Одружений, має двох дочок та сина. Носив кунью Абу Нурах, але після народження сина став носити кунью Абу Рашид.
У червні 2024 року отримав діамантову кнопку за перший ісламський канал, який набрав 10 млн передплатників на відеохостингі YouTube.

## Офіційні сайт та бренди
Офіційний сайт Мішарі Рашида аль-Афасі — «Alfan Link».
Існує названий на його честь парфумерний бренд духів і тому подібних виробів «Mishary Alafasy» (Alafasy — Perfumes).